# اتصال دم‌چلچله‌ای

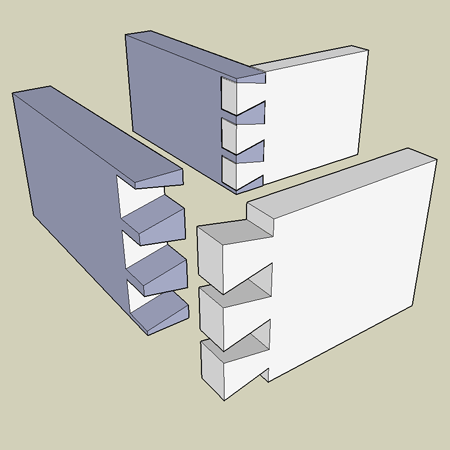
اتصال دم‌چلچله‌ای.

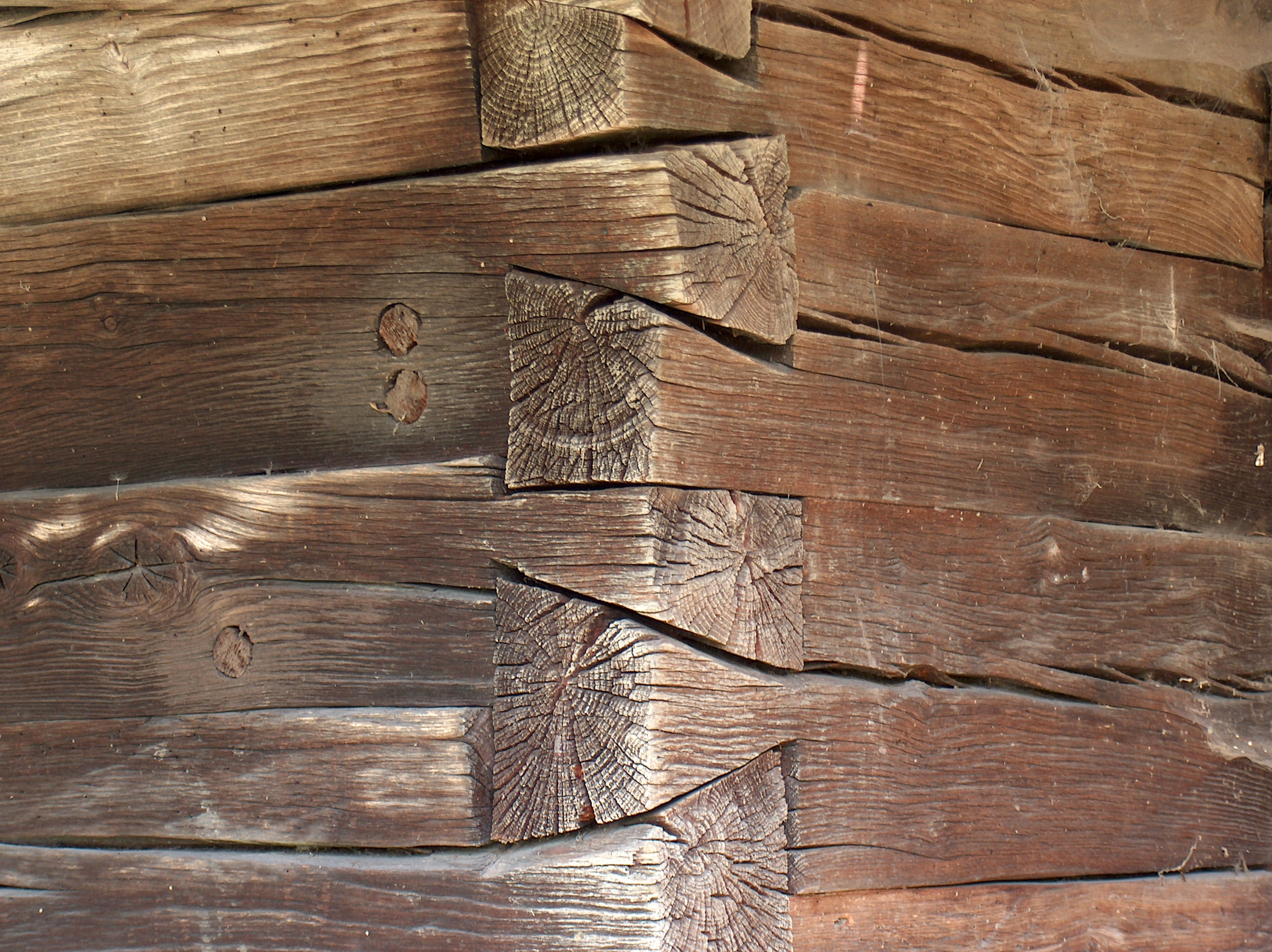
اتصال دُم‌چلچله‌ای در بنای یک کلیسا.

اتصال دُم‌چلچله‌ای یکی از انواع اتصالات در درودگری است.
این نوع اتصال مقاومت بسیار زیادی در برابر نیروی کششی دارد.
از این نوع پیوندها بیشتر برای پیوستن پهلوهای کشو به بخش جلوی کشو استفاده می‌شود.
کاربرد این گونه اتصال در سازه‌های ایران باستان از جمله در کاخ هخامنشی بردک‌سیاه برازجان استان بوشهر هم دیده می‌شود.